# تحت ضوء القمر (فلم)
تحت ضوء القمر  فيلم دراما مصري صامت للمخرج شكري ماضي  في ظهوره الأول في كمخرج سينمائي، ولم يخرج بعده سوى فيلم المعلم بحبح عام 1935. الفيلم من تأليف عبد المعطي حجازي، الذي مثل في الفيلم وأنتجه، شارك في بطولة الفيلم أنصاف رشدي، إيلينا إتزنا، حاجي أندرية، وزاهية.
صدر الفيلم في 19 يونيو 1930.
منح موقع قاعدة بيانات الأفلام العربية «السينما.كوم» الفيلم درجة 6.4/ 10.

## طاقم التمثيل
أنصاف رشدي: في دور سميرة
عبد المعطي حجازي: في دور حامد
إيلينا إتزنا: في دور مبروكة
حاجي أندرية: في دور حسن
زاهية: في دور أم حامد
فوزي بسخرون: في دور خليل الحيني
فتحي الصافوري: في دور ضابط الشرطة
جورج روسو: في دور عبد الواحد الزهار
بالاشتراك مع: منسي فهمي – محمود حنفي – إليا إفزاني – خليل الحيني – خيرية جمال – الشقيقتان نينا وماري (رقص) 

## ملخص أحداث الفيلم
تعيش الفتاة الفقيرة سميرة (انصاف رشدي) في مركز كوم حمادة بمحافظة البحيرة وتعاني من قسوة الأب. يتعثر والد سميرة ماليًا ويلجا إلى أحد المرابين الذي يشترط عليه زواج سميرة من ابنه حتى ينقذه ويعطيه المال اللازم، وهنا تلوذ سميرة بالفرار بصحبة شقيقها وتلجأ إلى عزبة حامد بك (عبد المعطي حجازي) الذي يأويها ويمنح شقيقها فرصة للعمل في أملاكه تحت أمرة خولي العزبة. لا تسير الأمور بطريقة جيدة حيث أن الخولي كان يتعمد إيذاء شقيق سميرة، وعندما يصل هذا الأمر إلى حامد بك يقوم بطرد الخولي من العمل. يقرر الخولي الكيد للأثنين وخصوصاً بعد معرفته للحب الذي نشأ بين حامد بك وسميرة، ويتتبع الخولي ما يحدث بين الحبيبين ويتمكن من معرفة أماكن لقائهم ومواعيد ذلك، ويخطط خطة شيطانية حيث يعمد إلى دفع الشقيق للذهاب إلى مكان لقاء الحبيبين ويختبأ الخولي عن الأنظار ويطلق الرصاص على حامد بك أو سميرة لتلتصق الجريمة بالشقيق المسكين. تفسد الخطة عندما تشاهد الفلاحة مبروكة (إيلينا إتزنا) ما حدث وما قام به الخولي. تسارع مبروكة بابلاغ صديقة لها بما حدث، وتقوم الصديقة بابلاغ زوجها، الذي يبلغ ضابط الشرطة (فتحي الصافوري). يهاجم رجال الشرطة الخولي ويقبضون عليه كما يتم الإفراج عن شقيق سميرة، الذي يبارك زواج شقيقته من حامد بك، ويرسل لاستدعاء والده. يصل الوالد إلى عزبة حامد بك ويسامح سميرة وشقيقها ويغفر هروبهم من داره ويبارك زواج ابنته.

## استقبال الفيلم
عرض الفيلم في سينما «أمريكان كوزموجراف» بالإسكندرية في يوم 3 يوليو 1930. وكتب على الملصقات الدعائية للفيلم (الإعلانات) عناوين مختلفة للفيلم، كان العنوان مرة «تحت ضوء القمر» ومرة أخرى «في ضوء القمر» ومرة ثالثة «تحت نور القمر»، كما رفع من هذه الملصقات الدعائية اسم المخرج «شكري ماضي» بعد أن دب خلافاً بينه وبين المنتج وبطل الفيلم «عبد المعطي حجازي». كانت دور العرض في هذه الأيام تعرض يومياً حفلتين فقط، حفلة صباحية وحفلة ليلية، وكان العرض الأول في حفلة النهار (ماتينيه) وأهتمت المطربة أنصاف رشدي، الشهيرة وقتها وشقيقة الممثلة اللامعة فاطمة رشدي، وبطلة الفيلم بالحضور لمشاهدة العرض الأول، كما أرادت السعي لإنجاح الفيلم وإبعاد الحاسدين والأعمال الشريرة عن مكان عرضه فقامت بذبح ثلاث خراف أمام باب السينما وغمست يداها في دماء الذبائح وراحت تطبع بكفيها على جدران دار العرض أيقونة (خمسة وخميسة). ثارت ثائرة مالك دار العرض الأجنبي الذي أعتبر ذلك نوعاً من قذارة ذات رائحة على جدران أملاكه. لم يعرض الفيلم إلا بعد أن أمرت أنصاف بإزالة «الخمسة وخميسة» تماما.
لم يحقق الفيلم النجاح المنشود، وهكذا واصلت أنصاف رشدي اخفاقاتها ولم تصل لما حققته شقيقتها فاطمة رشدي، وأعيد عرض الفيلم بعد أضافة الصوت عام 1932 عندما بدأ عرض الأفلام المصرية الناطقة، حيث أن المخرج شكري ماضي قام بتسجيل الأصوات على اسطوانات.
جاء في كتاب «تاريخ السينما المصرية: قراءة الوثائق النادرة» للناقد السينمائي محمود قاسم الصادر عن «ناشرون» عام 2018 أن فيلم «تحت ضوء القمر»
جاء في مجلة «مصر الحديثة المصورة» مقالاً عن الفيلم نقله أحمد الحضري في كتابه «تاريخ السينما في مصر» متحدثاً عن بطلة الفيلم أنصاف رشدي وكتب: «وللمرة الأولى على ما أعتقد تقوم هذه الممثلة بإخراج دور جدي، وعلى لوحة السينما، ولكنها مع ذلك وفقت توفيقاً يكاد يكون تاماً في فهم الدور وإخراجه... دور الفلاحة المصرية التي تحب ولا تعلم أنها تحب وتتحدث إلى عشيقها في سذاجة طفلة وحياء، وخجل وثرثرة أمتازت بها تلك الفلاحات المصريات... وكانت في خروجها إلى الترعة لملء الجرة، وفي مشيتها التي تختلج فيها حركتها خلجات متسعة لتحفظ توازن الجرة.. وفي ابتسامتها وضحكتها وبكائها. كانت في كل ذلك تفهم دورها، وتعبر في دقة عن ذلك الفهم. لقد نجحت الممثلة الناشئة أنصاف رشدي، ولا شك نجاحاً هي جديرة من أجله بالتشجيع والتهنئة.»
جاء في دراسة جزائرية عن "عوائق الترجمة السينمائية": "لاقى فيلم «تحت ضوء القمر»، مثلا، فشلا ذريعـا نتيجـة عـدم تطـابق الـصوت والصورة، ناهيك عن ضعف القصة واعتمادها على المبالغات إلى جانـب عـدم إتقـان الماكياج.

## وصلات خارجية
- تحت ضوء القمر على موقع IMDb (الإنجليزية)
- تحت ضوء القمر على موقع قاعدة بيانات الأفلام العربية
- تحت ضوء القمر على موقع الدهليز
- تحت ضوء القمر على موقع كاروهات

https://www.masress.com/shbabmisr/87920 تحت ضوء القمر (فلم)
https://www.almasryalyoum.com/news/details/2187214 تحت ضوء القمر (فلم)